# Homothermon praemorsus
Homothermon praemorsus är en skalbaggsart som beskrevs av Hermann Burmeister 1855. Homothermon praemorsus ingår i släktet Homothermon och familjen Rutelidae. Inga underarter finns listade i Catalogue of Life.